# Mezquitalillo, San Luis Potosí
Mezquitalillo är en ort i Mexiko.   Den ligger i kommunen Armadillo de los Infante och delstaten San Luis Potosí, i den centrala delen av landet, 300 km nordväst om huvudstaden Mexico City. Mezquitalillo ligger 2 043 meter över havet och antalet invånare är 179.
Terrängen runt Mezquitalillo är kuperad, och sluttar norrut. Runt Mezquitalillo är det ganska glesbefolkat, med 31 invånare per kvadratkilometer. Närmaste större samhälle är Zaragoza, 12,7 km sydväst om Mezquitalillo. Omgivningarna runt Mezquitalillo är i huvudsak ett öppet busklandskap.